# Portugees-Timor
Portugees-Timor was van 1596 tot 1975 een kolonie van Portugal. Het besloeg het het oostelijke deel van het eiland Timor, samen met de eilanden Atauro en Jaco, en Oecussi-Ambeno, een politieke exclave, aan de westelijke zijde van het eiland, omringd door Nederlands-Timor. De hoofdstad was Dili en de munteenheid was de Portugees-Timorese escudo, tot 1975 aan de Portugese escudo gekoppeld.

## Geschiedenis

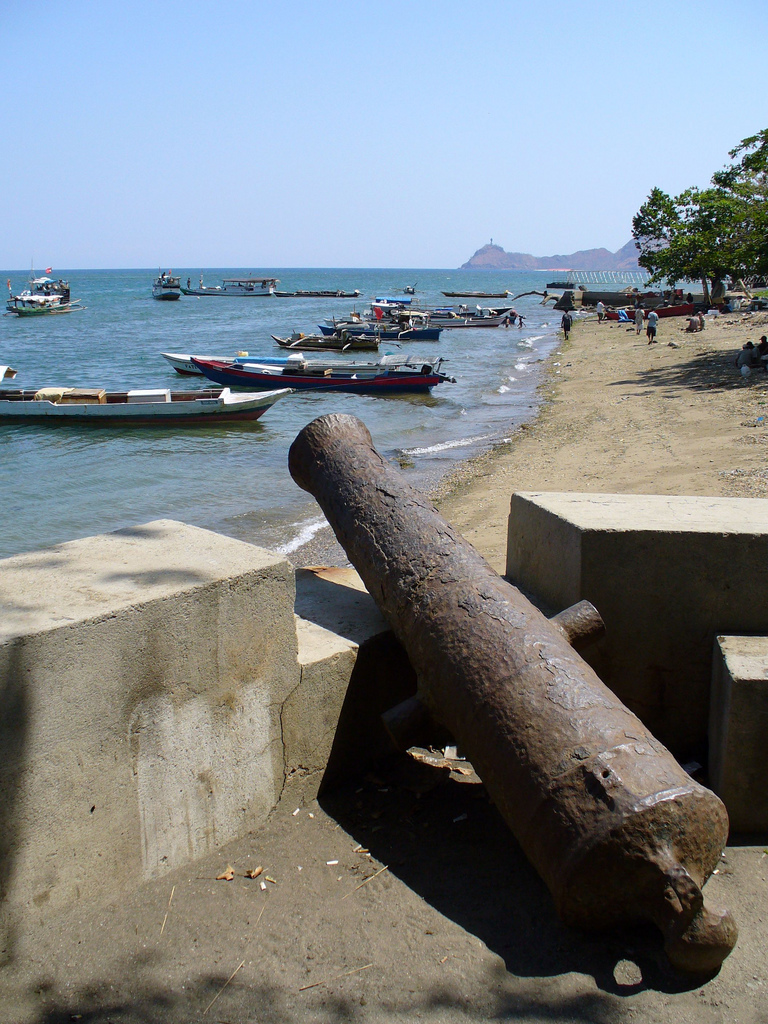
Het oude Portugese fort in Dili

De eerste Portugezen landden op Timor in 1515, nabij Pante Macassar, en eisten het eiland op voor Portugal. De Nederlandse VOC arriveerde in 1640 en verdrong de Portugezen uit het westelijke deel van Timor, dat Nederlands-Timor werd. In 1702 werd António Coelho Guerreiro benoemd als eerste gouverneur van Portugals bezittingen in de Kleine Soenda-eilanden, waaronder Oost-Timor. Hij zetelde in Lifau in de Portugese exclave Oe-Cusse Ambeno op Timor. De hoofdstad werd in 1769 verplaatst naar Dili. De grens tussen het Portugese en Nederlandse deel van Timor werd officieel vastgesteld met het Verdrag van Lissabon in 1859.
Hoewel Portugal tijdens de Tweede Wereldoorlog neutraal was, werd Portugees-Timor in december 1941 door Nederlandse en Australische troepen bezet. Deze bezetting was niet gericht tegen Portugal, maar tegen de Japanners, als poging om hun opmars te stuiten. De gouverneur van Portugees-Timor protesteerde hier echter tegen en de Nederlandse troepen verlieten het gebied weer. In februari 1942 veroverde Japan Portugees-Timor toch op het achtergebleven Australische garnizoen. Tijdens de bezetting echter voerden de geallieerde troepen samen met lokale vrijwilligers een guerrillastrijd tegen de Japanse troepen. Hierbij sneuvelden naar schatting zo'n 40.000 tot 70.000 Timorezen. Toen Japan zich had overgegeven werd het Portugese gezag hersteld.
In 1949 werd Nederlands-Indië, waar Nederlands-Timor deel van uitmaakte, onafhankelijk onder de naam Indonesië. Portugees-Timor bleef echter bij Portugal tot het zich in 1975, na de Anjerrevolutie, onafhankelijk verklaarde onder de naam Oost-Timor. Na de onafhankelijkheidsverklaring werd Oost-Timor echter door Indonesië geannexeerd en werd als Timor Timur de 27e provincie van dat land. De annexatie werd niet door de Verenigde Naties erkend, maar er werden geen maatregelen getroffen om de Oost-Timorezen tegemoet te komen. Vierentwintig bittere en gewelddadige jaren later werd Oost-Timor alsnog onafhankelijk als de Democratische Republiek Oost-Timor.